# Waikawa (Marlborough)

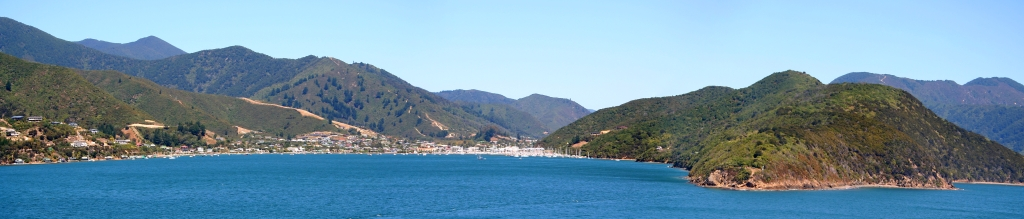
Baie de Waikawa dans la région de Marlborough

Waikawa est une petite localité située au nord de la ville de Picton, dans la région de Marlborough  dans le nord de l’île du Sud de la  Nouvelle-Zélande.

## Situation
La «baie de Waikawa» s’ouvre sur la Queen Charlotte Sound,.

## Population
La population de la ville était de 1 158 habitants lors du recensement de 2006 en Nouvelle-Zélande, en augmentation de 168 résidents par rapport à celui de 2001.

## Activité économiques
La ville de Waikawa n’a pas de magasin pour les provisions de base mais quelques denrées basiques peuvent être achetées au parc de loisir. 
Quelques appartements en location et de nombreuses demeures de vacances de luxe siègent le long de la ligne de côte . 
Waikawa est une destination touristique importante de Nouvelle-Zélande à cause de sa grande marina, qui sert de porte d’entrée pour les Marlborough Sounds et le fameux chemin de randonnée de «Queen Charlotte Track» (en).
La ville de Waikawa est le siège de la «Marina de Waikawa», qui est une des marinas les plus grandes de la Nouvelle-Zélande. 
Cette Marina de Waikawa abrite 600 yachts avec couchettes et 70 hangars à bateaux fermés individuels. 
La marina offre les prestations typiques d’un site moderne pour l’activité marine avec des services et des installations adaptées. 
Ces installations comprennent un café/bar et des logements.

## Éducation
L’école de la « baie de Waikawa » est une école mixte contribuant à l’enseignement primaire, allant de l'année 1 à 6 avec un taux de décile de 5 et un effectif de 133 élèves. Une école initiale existait à 'Waikawa Pa' dès 1877.